# Constellation Records
La Constellation Records è un'etichetta discografica indipendente canadese con sede a Montréal nel Québec. Fondata nel 1997 da Ian Ilavsky e Don Wilke è specializzata nella pubblicazione di lavori di artisti di genere principalmente alternative rock e post rock, di rock sperimentale in generale. La filosofia aziendale è anticapitalista, antiglobalista e contro le grosse aziende.
La confezione dell'album Yanqui U.X.O. dei Godspeed You! Black Emperor è particolarmente rilevante perché contiene un grafico che dimostra i legami tra le major discografiche ed i costruttori di armi; anche se successivamente il gruppo si scusò per alcuni errori presenti.

## Artisti pubblicati dall'etichetta
- 1-Speed Bike
- Black Ox Orkestar
- Carla Bozulich
- Clues
- Colin Stetson
- Do Make Say Think
- Efrim Menuck
- Elfin Saddle
- Elizabeth Anka Vajagic
- Eric Chenaux
- Esmerine
- Exhaust
- Feu Thérèse
- Fly Pan Am
- Frankie Sparo
- Glissandro 70
- Godspeed You! Black Emperor
- Hangedup
- HṚṢṬA
- Land of Kush
- Lullabye Arkestra
- Matana Roberts
- Ought
- Pat Jordache
- Polmo Polpo aka Sandro Perri
- Re:
- Sackville
- Saltland
- Siskiyou
- Sofa
- The Dead Science
- Thee Silver Mt. Zion Memorial Orchestra
- Tindersticks
- Vic Chesnutt